# Bloomberg Businessweek Polska
Bloomberg Businessweek Polska – polski miesięcznik, wydawany od 2011 roku przez Gremi Business Communication. Do października 2012 roku wydawany był przez Platformę Mediową Point Group. Do stycznia 2015 roku funkcjonował jako tygodnik o objętości ok. 40 stron, następnie w lutym przejściowo jako dwutygodnik, a od marca 2015 roku jako miesięcznik. W listopadzie 2016 roku Grupa Gremi - wydawca magazynu - ogłosiła zaprzestanie wydawania papierowej wersji i pełną digitalizację tytułu.